# Failge Berraide
Failge Berraide (floruit 507-514) est un roi des Uí Failghe dans l'actuel comté d'Offaly.

## Origine
Son origine exacte est inconnue. Comme ancêtre éponyme des Uí Failge il doit être associé avec  Rossa/Ros Failge, le fils de l'Ard ri Erenn Cathair Mór, réputé avoir vécu au IIe siècle et de ce fait revendiquer un ancêtre commun avec les Uí Dúnlainge et les Uí Cheinnselaigh bien que cela semble chronologiquement impossible. 
La « Liste de Rois » du  Livre de Leinster nomme comme premier roi Failge Rot mac Cathair. Les Uí Failge semble avoir exercé primitivement une prééminence parmi les tribus  Laigin. C'est ce qui apparaît dans un cycle d'anciens poèmes irlandais Timna Cathaír Máir (Le Testament de Cathair Mór) dans lequel Ros Failge reçoit la succession de son père.

## Règne
Dans les Annales,  Failge apparaît comme un adversaire de Fiachu mac Néill des Ui Neill, le fondateur de la lignée du  Cenél Fiachach. En 507 Fiachu est vaincu par Failge lors de la bataille de Frémainn (Frewin Hill, près de Mullingar, Comté de Westmeath). Selon la tradition Fiachu avait une reçu une  prophétie qui  le proclamait vainqueur de ce combat  et il désirait pendre sa revanche. En 514 il atteint son but en battant Failge à la bataille de  Druim Derg. Par cette victoire la plaine de  Mide est conquise sur les Laigin et Fiachu occupe le territoire allant de  Birr dans le Comté d'Offaly à Uisneach dans le  Comté de Westmeath.

## Sources
- (en) Francis John Byrne, Irish Kings and High-Kings, Londres, Batsford, 1973 (ISBN 0-7134-5882-8)
- (en) T. M. Charles-Edwards, Early Christian Ireland, Cambridge, Cambridge University Press, 2000, 707 p. (ISBN 0-521-36395-0, lire en ligne)
- (en) Gearóid Mac Niocaill, Ireland before Vikings, Dublin, Gill & Macmillan, 1972